# Хрест Відродження
Хрест Відродження — військова відзнака, запроваджена у 1977-му Урядом Української Народної Республіки в екзилі на честь 60-ліття організації збройних сил Української Народної Республіки. 

## Про відзнаку
Згідно зі статутом відзнаки, на неї мали право „ті вояки, що залишились до кінця вірними Українській Державній Ідеї незалежности й собороности, як також не сплямували своєї вояцької чести ніяким злочинним чи негідним вчинком. Це право стверджується відповідною грамотою”.
Параграф ч. 3 статуту відзнаки передбачено передання її у спадок дітям, онукам та їхнім нащадкам.
Протягом 1977–1978 видано понад 520 Хрестів Відродження. 
Оскільки до 1977 року живих ветеранів Визвольної війни 1917–1921 було дуже мало, переважна більшість нагороджених належала до генерації ветеранів Другої світової війни, що ще мешкали в той час у США, Австралії та Західній Європі. Серед нагороджених були також громадські та церковні діячі — прихильники відродження Української Народної Республіки.

## Список нагороджених
число, ранґ, прізвище, ім’я число наказу, дата, число хреста 
14.8.1977
1. президент Лівицький Микола 46 14.8.1977 1

15.8.1977
1. віце-президент Степаненко Микола 47 15.8.1977 2
2. підпоручник Кедрин Іван 47 15.8.1977 3
3. прем’єр-міністер Леонтій Теофіл 47 15.8.1977 4
4. міністер Бек Марія 47 15.8.1977 5
5. заступник голови УНРади Біляїв Володимир 47 15.8.1977 6
6. віце-міністер Жуковський Антін 47 15.8.1977 7
7. ресортовий Липовецький Микола 47 15.8.1977 8
8. ресортовий Мельник Антін 47 15.8.1977 9
9. член уКРади Семенюк Антін 47 15.8.1977 10
10. міністер військових справ Филонович Василь 47 15.8.1977 20
11. віце-міністер Мандзенко Кость 47 15.8.1977 21
12. майор Артюшенко Юрій 47 15.8.1977 22
13. підпоручник Ільницький Євстафій 47 15.8.1977 23
14. доктор Лозинський Григор 47 15.8.1977 24
15. поручник Купчик Іван 47 15.8.1977 25
16. вістун Квасньовський Матвій 47 15.8.1977 26
17. полковник Задоянний Василь 47 15.8.1977 27
18. підпоручник Лазурко Роман 47 15.8.1977 28
19. сотник Романюк Леонід 47 15.8.1977 29
20. булавний Стадник Іван 47 15.8.1977 30
21. бунчужний Матулко Ілля 47 15.8.1977 31
22. адм. поручник Кость-Костенко Степан 47 15.8.1977 32
23. ройовий Ковшан Іван 47 15.8.1977 33
24. поручник Дзікович Леонід 47 15.8.1977 34
25. майор Бровинський Іван 47 15.8.1977 35
26. хорунжий Висоцький Роман 47 15.8.1977 36
27. підпоручник Скоморох Іван 47 15.8.1977 37
28. бунчужний Корчак-Городиський Орест 47 15.8.1977 38
29. майор Фещенко-Чопівський Микола 47 15.8.1977 39
30. хорунжий Струк Лев 47 15.8.1977 40
31. булавний Гузар Богдан 47 15.8.1977 41
32. сотник Новицький Андрій 47 15.8.1977 42
33. підпоручник Радкевич Іван 47 15.8.1977 43
34. зв’язкова Купчик Варвара 47 15.8.1977 44
35. підполковник Петренко Петро 47 15.8.1977 45
36. майор Сачківський Дмитро 47 15.8.1977 46
37. підполковник Ковальський Михайло 47 15.8.1977 47
38. сотник Стефанович Юрій 47 15.8.1977 48
39. поручник Конн Армін 47 15.8.1977 49
40. сотник Станченко Дмитро 47 15.8.1977 50
41. вояк Шиб Осип 47 15.8.1977 51
42. поручник Прасицький Микола 47 15.8.1977 52
43. вістун Старовійт Гліб 47 15.8.1977 54
44. поручник Суржко Матвій 47 15.8.1977 55
45. підпоручник Верба Дмитро 47 15.8.1977 56
46. поручник Батюк Антін 47 15.8.1977 57
47. підполковник Кущинський Антін 47 15.8.1977 53

1.9.1977
1. полковник Гончаренко Аверкій 48 1.9.1977 11
2. вістун Гандзюк Дмитро 48 1.9.1977 60
3. підхорунжий Куропась Степан 48 1.9.1977 61
4. стрілець Дорош Григорій 48 1.9.1977 63
5. старший десятник Притоцький Володимир 48 1.9.1977 64
6. майор Тржепель-Елліс Кость 48 1.9.1977 65
7. майор, доктор Зайцев Микола 48 1.9.1977 66
8. булавний Калапаца Адам 48 1.9.1977 72
9. вістун Процик Ілля 48 1.9.1977 73
10. хорунжий Макар Володимир 48 1.9.1977 74
11. вояк Сениця Павло 48 1.9.1977 79
12. підполковник Федоренко Петро 48 1.9.1977 80
13. поручник Вдовиченко Олексій 48 1.9.1977 58
14. підпоручник Бражник Василь 48 1.9.1977 59
15. стрілець Гавришків Іван 48 1.9.1977 68
16. майор Товстопят Михайло 48 1.9.1977 75

8.9.1977
1. поручник Лучанко Григорій 49 8.9.1977 84
2. поручник Комаринський Володимир 49 8.9.1977 81
3. хорунжий Покорський Іван 49 8.9.1977 85
4. бунчужний Гордієнко Гаврило 49 8.9.1977 86
5. козак Віронт Леонтій 49 8.9.1977 87
6. стрілець Пришляк Іван 49 8.9.1977 88
7. поручник Рудавський Володимир 49 8.9.1977 89
8. поручник Поритко Іван 49 8.9.1977 90
9. підполковник Рудецький Василь 49 8.9.1977 93
10. культурно-освітній референт Мацюк Ілля 49 8.9.1977 92

10.9.1977
1. генерал-поручник Крат Михайло 51 10.9.1977 12
2. майор отець Кість Андрій 51 10.9.1977 13
3. полковник Мамчур Теодор 51 10.9.1977 14
4. підхорунжий Климків Володимир 51 10.9.1977 71
5. стрілець Мандебур Зенон 51 10.9.1977 77
6. поручник Лепак Мирон 51 10.9.1977 78
7. культурно-освітній референт Мацюк Любомир 51 10.9.1977 76

1.10.1977
1. капелян отець Фотій Дмитро 52 1.10.1977 15
2. вістун Цурковський Борис 52 1.10.1977 62
3. десятник Тимісів Михайло 52 1.10.1977 67
4. десятник Митко Осип 52 1.10.1977 70
5. стрілець Врублівський Петро 52 1.10.1977 82
6. стрілець Кульчицький Пилип 52 1.10.1977 83
7. поручник Лозинський Іван 52 1.10.1977 91
8. стрілець Немирович Мирослав 52 1.10.1977 95
9. підпоручник Кульчицький Лев 52 1.10.1977 97
10. поручник Бабяк Павло 52 1.10.1977 99
11. сотник отець Островський Лев 52 1.10.1977 100
12. ройовий Левицький Василь 52 1.10.1977 101
13. сотник доктор Марчук Юрій 52 1.10.1977 102
14. адмін. підпоручник Гікавий Михайло 52 1.10.1977 103
15. хорунжий Дмитришин Осип 52 1.10.1977 104
16. сотник Кузик Любомир 52 1.10.1977 105
17. майор Личик Микола 52 1.10.1977 106
18. стрілець Андрушко Роман 52 1.10.1977 107
19. хорунжий Мірза Михайло 52 1.10.1977 108
20. військ, лікар доктор Горчинський Анастасій 52 1.10.1977 109
21. хорунжий Курилюк Євген 52 1.10.1977 110
22. майор Стрілковський Борис 52 1.10.1977 111
23. бунчужний Гудима Микола 52 1.10.1977 114
24. поручник Швед Юхим 52 1.10.1977 117
25. старший десятник Бричка Дмитро 52 1.10.1977 122
26. сотник Свідерський Микола 52 1.10.1977 123
27. поручник Денис Роман 52 1.10.1977 124
28. майор Кульчицький Павло 52 1.10.1977 125
29. булавний Павлух Юхим 52 1.10.1977 126
30. старший десятник Домазар Сергій 52 1.10.1977 127
31. підпоручник Бачинський Володимир 52 1.10.1977 128
32. хорунжий Голобродський Юрій 52 1.10.1977 129
33. майор Жуківський Анатолій 52 1.10.1977 130
34. майор Мевша Артем 52 1.10.1977 132
35. товмач Чаплинський Петро 52 1.10.1977 69
36. підпоручник доктор Фостяк Петро 52 1.10.1977 94
37. булавний Назаревич Роман 52 1.10.1977 96
38. санітарка Лебедович Олена 52 1.10.1977 98
39. майор Роєнко Віктор 52 1.10.1977 112
40. сотник Деркач Микола 52 1.10.1977 113
41. стрілець Музичук Микола 52 1.10.1977 115
42. стрілець Барило Андрій 52 1.10.1977 116
43. стрілець Каліщук Петро 52 1.10.1977 118
44. стрілець Кушнірук Михайло 52 1.10.1977 119
45. стрілець Гордієнко Іван 52 1.10.1977 120
46. старший стрілець Дибко Андрій 52 1.10.1977 121
47. підполковник Любчик Іван 52 1.10.1977 131

15.10.1977
1. митрополіт Мстислав (Скрипник) 53 15.10.1977 19
2. митрополіт Андрій (Канада) 53 15.10.1977 17
3. епіскоп Миколай (Дебрин) 53 15.10.1977 18
4. старший вістун Сорочинський Теофіл 53 15.10.1977 133
5. вояк Красницький Михайло 53 15.10.1977 134
6. майор Чекірда Віктор 53 15.10.1977 135
7. поручник Лозовий Микита 53 15.10.1977 136
8. підпоручник Волосевич Марія 53 15.10.1977 138
9. санітарний сотник Плітас Олександер 53 15.10.1977 139
10. булавний Важний Олекса 53 15.10.1977 141
11. булавний Довгаль Іван 53 15.10.1977 142
12. стрілець Кириченко Семен 53 15.10.1977 143
13. санітарний інструктор Завгородній Іван 53 15.10.1977 144
14. стрілець Ігнатюк Фелікс 53 15.10.1977 145
15. бунчужний Мельник Тиміш 53 15.10.1977 146
16. стрілець Логин Петро 53 15.10.1977 147
17. поручник Яковенко Антін 53 15.10.1977 148
18. підпоручник Вандьо Степан 53 15.10.1977 149
19. стрілець Данилюк Ілля 53 15.10.1977 150
20. протопресвітер Федак Василь 53 15.10.1977 151
21. чотовий Надольний Іван 53 15.10.1977 152
22. чотовий Кицинський Петро 53 15.10.1977 153
23. поручник Костецький Віктор 53 15.10.1977 154
24. санітарний майор Бризгун Кость 53 15.10.1977 158
25. сотник Оранський Борис 53 15.10.1977 137
26. підпоручник Скопич-Радкевич Оксана 53 15.10.1977 140

10.11.1977
1. доктор, Литовський Консул Валюніс И. К. 54 10.11.1977 16
2. Архиєпіскоп Константин 54 10.11.1977 301
3. Єпіскоп Ярослав (католічна церква) 54 10.11.1977 302
4. протопресвітер Білецький Федір 54 10.11.1977 303
5. прелат отець Леськів Петро 54 10.11.1977 304
6. протоірей Бутринський Маріан 54 10.11.1977 305
7. протоірей Кулик Орест 54 10.11.1977 306
8. Гол. # УКККА Чікаґо Панасюк Михайло 54 10.11.1977 307
9. доктор Попіль Орест 54 10.11.1977 308
10. Член # УНРади Білок Микола 54 10.11.1977 200
11. товариство прихильників УНР Степовий Кость 54 10.11.1977 188
12. підполковник Лимаренко Данило (посмертно) 54 10.11.1977 189
13. підполковник Янішевський Іван (посмертно) 54 10.11.1977 190
14. хорунжий Шлапак Іван 54 10.11.1977 191
15. сотник Самотюк Осип 54 10.11.1977 193
16. стрілець Кіт Андрій 54 10.11.1977 194
17. підпоручник Волосевич Павло 54 10.11.1977 195
18. сотник Савченко Олександер (посмертно) 54 10.11.1977 196
19. бунчужний Гузюк Володимир 54 10.11.1977 197
20. адміністративний майор Фартушний Яків 54 10.11.1977 198
21. майор Заліско Андрій 54 10.11.1977 199
22. десятник Петраш Микола 54 10.11.1977 201
23. хорунжий Малюк Іван 54 10.11.1977 202
24. поручник Амукар Андрій 54 10.11.1977 311
25. вояк Мициіс Роман 54 10.11.1977 312
26. десятник Мельник Михайло 54 10.11.1977 313
27. стрілець Мицьо Василь 54 10.11.1977 314
28. майор Рихтицький Степан-Любомир 54 10.11.1977 315
29. підпоручник Кашуба Богдан 54 10.11.1977 316
30. підпоручник Филипович Микола 54 10.11.1977 317
31. підпоручник Галушка Володимир 54 10.11.1977 318
32. військовий урядовець Клепачівська Марія 54 10.11.1977 319
33. медсестра Ковальська-Андрущак Ольга 54 10.11.1977 320
34. старший десятник Смишнюк Михайло 54 10.11.1977 321
35. старший десятник Лущак Мирон 54 10.11.1977 322
36. чотовий Кот Степан 54 10.11.1977 323
37. десятник Оленчук Михайло 54 10.11.1977 324
38. десятник Григоряк Теодор 54 10.11.1977 325
39. вістун Пірко Іван 54 10.11.1977 326
40. стрілець Сопливий Іван 54 10.11.1977 327
41. вояк Садовий Іван 54 10.11.1977 328
42. бунчужний Донченко Іван 54 10.11.1977 329
43. підхорунжий Гаванський Осип 54 10.11.1977 330
44. полковник Зарицький Володимир 54 10.11.1977 331
45. поручник Соколовський Григорій 54 10.11.1977 332
46. підпоручник Музика Василь Богдан 54 10.11.1977 333
47. старший десятник Загачевський Євстафій 54 10.11.1977 334
48. сотник Мартинець Мирослав 54 10.11.1977 335
49. десятник Зарицький Василь 54 10.11.1977 336
50. санітарний майор Фаріон Олександер 54 10.11.1977 337
51. підпоручник Горайський Іван 54 10.11.1977 338
52. стрілець Максимчук Іван 54 10.11.1977 339
53. старший десятник Горалевський Стефан 54 10.11.1977 340
54. старший десятник Буртняк Василь 54 10.11.1977 341
55. держ. # радник Джулинський отець Павлов 54 10.11.1977 342
56. старший десятник Орлич Михайло 54 10.11.1977 343
57. підпоручник Ґулич Дмитро 54 10.11.1977 344
58. стрілець Бубнів Павло 54 10.11.1977 345
59. хорунжий Кутко Ігнатій 54 10.11.1977 346
60. поручник Каламай Василь 54 10.11.1977 347
61. хорунжий Глівчук Роман 54 10.11.1977 348
62. чотовий Цепінський Любомир 54 10.11.1977 349
63. десятник Гаврич Роман 54 10.11.1977 350
64. старший булавний Саїн Леонтій 54 10.11.1977 192

25.12.1977
1. Литовка Даужвадіс Дзозефіна 55 25.12.1977 205
2. Литовець Бебельс Казіс 55 25.12.1977 206
3. Литовець Дабулевічус Кароліс 55 25.12.1977 207
4. Литовець Шведіс Ионас 55 25.12.1977 208
5. Литовець Юсакевічус Андрюс 55 25.12.1977 209
6. майор Литваківський отець Микола 55 25.12.1977 210
7. сотник Коник Лев 55 25.12.1977 212
8. козак Костирко Микола 55 25.12.1977 213
9. полковник Кащенко Петро 55 25.12.1977 214
10. судовий поручник Рубінґер Лев 55 25.12.1977 215
11. старший стрілець Капітан Дмитро 55 25.12.1977 216
12. хорунжий Каліцінський Василь 55 25.12.1977 217
13. бунчужний Бабюк Теодор 55 25.12.1977 218
14. сотник Савчинський Леонід 55 25.12.1977 219
15. десятник Яриш Петро 55 25.12.1977 220
16. підстаршина Григуля Григорій 55 25.12.1977 221
17. ланковий Довгаль Петро 55 25.12.1977 222
18. хорунжий Копиль Петро 55 25.12.1977 223
19. хорунжий Гончарук Василь 55 25.12.1977 224
20. десятник Кобрин Іван 55 25.12.1977 227
21. десятник Мик Микола 55 25.12.1977 228
22. ройовий Висоцький Микола 55 25.12.1977 229
23. стрілець Дутко Ілля 55 25.12.1977 230
24. зв’язковий Бак-Бойчук 55 25.12.1977 211
25. вояк Густавський Микола 55 25.12.1977 225
26. капелян Стасишин отець Борис 55 25.12.1977 226

14.1.1978
1. майор Винник Іван 56 14.1.1978 231
2. поручник Захарченко Дем’ян 56 14.1.1978 232
3. сотник Войновський Петро 56 14.1.1978 233
4. сотник Демченко Олекса 56 14.1.1978 234
5. майор доктор Козак Іван 56 14.1.1978 235
6. сотник доктор Король Нестор 56 14.1.1978 236
7. сотник доктор Тамарський Юрій 56 14.1.1978 237
8. сотник доктор Цимбал Степан 56 14.1.1978 238
9. поручник доктор Палидвор Василь 56 14.1.1978 239
10. підпоручник Пирський Михайло 56 14.1.1978 240
11. чотовий Шкарабалюк Аврам 56 14.1.1978 241
12. підпоручник Макарушка Богдан 56 14.1.1978 242
13. поручник Таршаковець Іван 56 14.1.1978 243
14. хорунжий Чорнодольський Михайло 56 14.1.1978 244
15. військовий урядовець Малянський Сілвестер 56 14.1.1978 245
16. підпоручник Бульбенко Федір 56 14.1.1978 246
17. десятник доктор Зарицький Мирон Любомир 56 14.1.1978 247
18. підстаршина Онищенко Григорій 56 14.1.1978 248
19. вістун Монацький Євстафій 56 14.1.1978 249
20. старший стрілець Процак Михайло 56 14.1.1978 250
21. козак Фесак Мусій 56 14.1.1978 251
22. козак Головей Михайло 56 14.1.1978 252
23. десятник Байрак Михайло 56 14.1.1978 255
24. вістун Богатчук Микола 56 14.1.1978 257
25. вістун Віденчук Іван 56 14.1.1978 258
26. г. ш. генерал-хорунжий Самутин Петро 56 14.1.1978 261
27. медсестра Осідач Ольга 56 14.1.1978 253
28. десятник Білюр Василь 56 14.1.1978 254
29. старший вістун Шостак Дмитро 56 14.1.1978 256
30. вояк Журавель Михайло 56 14.1.1978 259
31. поручник доктор Шелест Володимир 56 14.1.1978 260
32. харчовий службовець Заліско Ольга 56 14.1.1978 262

22.1.1978
1. хорунжий Кулик Михайло 57 22.1.1978 204
2. сотник Гусак Конрад 57 22.1.1978 263
3. старший десятник Федоров Володимир 57 22.1.1978 264
4. старший десятник Гриценко Григорій 57 22.1.1978 265
5. вістун Сідлярчук Остап 57 22.1.1978 266
6. сотник Лютий-Лютенко Іван 57 22.1.1978 267
7. поручник Пігут Володимир 57 22.1.1978 268
8. вістун Бігун Микола 57 22.1.1978 269
9. адміністративний хорунжий Величко Марія 57 22.1.1978 270
10. сотник Саврюк Василь 57 22.1.1978 271 (номер пропущено в оригіналі документа)
11. десятник Любик Михайло 57 22.1.1978 272
12. булавний Гнатишак Роман 57 22.1.1978 273
13. сотник Грінченко Трохим 57 22.1.1978 274
14. підпоручник Кравченко Спиридон 57 22.1.1978 275
15. стрілець Дутко Ілля 57 22.1.1978 276 (уневажено, загублений на пошті)

21.3.1978
1. підполковник Гончаренко Юрій 58 21.3.1978 203
2. поручник Фостун Святомир 58 21.3.1978 278
3. хорунжий Конрад Степан 58 21.3.1978 280
4. сотник Ярмак Петро 58 21.3.1978 288 [Архівовано 8 жовтня 2021 у Wayback Machine.]
5. поручник Остапяк Іван 58 21.3.1978 289
6. поручник Радкевич Іван 58 21.3.1978 290
7. булавний Стецькович Іван 58 21.3.1978 291
8. десятник Михаськів Василь 58 21.3.1978 292
9. вістун Бурбан Петро 58 21.3.1978 293
10. стрілець Дурбак Іван 58 21.3.1978 295
11. стрілець Ковальський Євген 58 21.3.1978 296
12. медсестра Ярмак Ольга 58 21.3.1978 297
13. старший десятник Кардаш Іван 58 21.3.1978 298
14. поручник Сірко Микола 58 21.3.1978 299
15. поручник Клодницький Омелян 58 21.3.1978 300
16. медсестра Курдієнко Надія 58 21.3.1978 351
17. десятник Проць Михайло 58 21.3.1978 352
18. ройовий Будзь Володимир 58 21.3.1978 353
19. підпоручник Менцінський Осип 58 21.3.1978 354
20. сотник Медвідь Корнило 58 21.3.1978 355
21. поручник Різник Яків 58 21.3.1978 356
22. адмін. поручник Врублівський Онисим 58 21.3.1978 357
23. козак Сидоренко Григорій 58 21.3.1978 358
24. підхорунжий Дидик Григорій 58 21.3.1978 359
25. культурно-освітній референт Литваківська Наталка 58 21.3.1978 277
26. стрілець Сунак Михайло 58 21.3.1978 279
27. старший стрілець Муха Михайло 58 21.3.1978 281
28. священик Сачевич отець Петро 58 21.3.1978 287
29. стрілець Моравський Микола 58 21.3.1978 294
30. Бібліотека ім. С. Петлюри 58 21.3.1978 360

8.4.1978
1. санітарний сотник Терлецький Микола 59 8.4.1978 361
2. поручник Орищин Степан 59 8.4.1978 363
3. сотник Тихий Дмитро 59 8.4.1978 364
4. поручник Зелик Іван 59 8.4.1978 365
5. хорунжий Кольба Мирослав 59 8.4.1978 366
6. поручник доктор Карапінка Ілля (посмертно) 59 8.4.1978 367
7. чотар Назаревич Володимир 59 8.4.1978 368
8. підпоручник Кузик Василь 59 8.4.1978 369
9. булавний Антоненко Микола 59 8.4.1978 370
10. підхорунжий Казанівський Добромир 59 8.4.1978 375
11. десятник Миронюк Григорій 59 8.4.1978 378
12. вістун Пекарук Іван 59 8.4.1978 379
13. стрілець Маслайчук Василь 58 8.4.1978 380

8.4.1978
1. стрілець Скотів Михайло 59 8.4.1978 381
2. чотовий Судник Максим 59 8.4.1978 382
3. ген-полковник Удовиченко Олександер (посмертно) 59 8.4.1978 383
4. майор Голінатий Лев 59 8.4.1978 384
5. член УВО Мартинець Володимир 59 8.4.1978 362
6. підстаршина Гречак Кость 59 8.4.1978 371
7. священик Зботанів отець Ігор 59 8.4.1978 372
8. поручник Скоринь Федір 59 8.4.1978 373
9. підпоручник Гаврилишин Омелян 59 8.4.1978 374
10. підхорунжий Віндик Орест 59 8.4.1978 376
11. чотовий Венгринович Євген 59 8.4.1978 377
12. священик Бурко отець Демид 59 8.4.1978 385

10.5.1978
1. поручник Цвікілевич Ярослав 60 10.5.1978 386
2. десятник Лощук Іван 60 10.5.1978 388
3. старший десятник Свистун Михайло 60 10.5.1978 389
4. поручник Максимюк Степан 60 10.5.1978 390
5. підпоручник Городецький Ярослав 60 10.5.1978 392
6. десятник Шарик Михайло 60 10.5.1978 393
7. сотник Семянців Валентін 60 10.5.1978 394
8. підпоручник Вережницький Осип 60 10.5.1978 395
9. хорунжий Дністрян Микола 60 10.5.1978 396
10. підпоручник Котис Мирослав 60 10.5.1978 397
11. стрілець Жилавий Петро 60 10.5.1978 398
12. хорунжий Желехівський Мирослав 60 10.5.1978 399
13. старший десятник Бучинський Роман 60 10.5.1978 400
14. директор банку Клепачівський Кость 60 10.5.1978 391
15. ройовий Хархаліс Тарас 60 10.5.1978 411
16. лейтенант доктор Кострубак Дмитро 60 10.5.1978 406
17. десятник Турик Микола 60 10.5.1978 412

20.5.1978
1. булавний Турій Михайло 61 20.5.1978 417
2. стрілець Флис Михайло 61 20.5.1978 418
3. медсестра Дітель Єфрозина 61 20.5.1978 420
4. підпоручник Тишовницький Омелян 61 20.5.1978 422
5. санітарний сотник Олесіюк Тиміш 61 20.5.1978 423
6. вістун Попович Іван 61 20.5.1978 424
7. стрілець Смолинець Микола 61 20.5.1978 425
8. сотник Ґімельрейх Кость 61 20.5.1978 426
9. чотовий Кайдан Іван 61 20.5.1978 419
10. полковник Олесіюк Андрій 61 20.5.1978 421

1.7.1978
1. стрілець Грицай Іван 62 1.7.1978 428
2. поручник Якубович Євген 62 1.7.1978 429
3. десятник Косяк Василь 62 1.7.1978 430
4. вояк Бурдик Іван 62 1.7.1978 431
5. вояк Ткачук Василь 62 1.7.1978 434
6. десятник Левицький Євген 62 1.7.1978 435
7. хорунжий Гоїв Зенон 62 1.7.1978 436
8. хорунжий Муць Олександер 62 1.7.1978 432
9. підполковник Прушинський Микола 62 1.7.1978 433

1.8.1978
1. чотовий Тицький Василь 63 1.8.1978 437
2. поручник Заплітний Богдан (посмертно) 63 1.8.1978 438
3. поручник Світух Ігнатій 63 1.8.1978 439
4. вістун Данківський Іван 63 1.8.1978 440
5. булавний Куделя Лев 63 1.8.1978 441
6. старший десятник Дзядів Іван 63 1.8.1978 442
7. підхорунжий Ганчук Володимир 63 1.8.1978 443

12.8.1978
1. старший стрілець Лисяк Олег 64 12.8.1978 444
2. юначка Лаба (Овад) Стефанія 64 12.8.1978 445
3. старший стрілець Кірчей Іван 64 12.8.1978 446
4. вістун Кобасовський Семен 64 12.8.1978 447
5. підпоручник Оглюк Микола 64 12.8.1978 449
6. десятник Олійник Іван 64 12.8.1978 450
7. вояк Ольшанський Степан 64 12.8.1978 451
8. вістун Джус Осип 64 12.8.1978 452
9. десятник Гінчак Петро 64 12.8.1978 453
10. стрілець Дехдух Василь 64 12.8.1978 454
11. стрілець Білан Василь 64 12.8.1978 455
12. хорунжий доктор Мотика Володимир 64 12.8.1978 456
13. юнкер Терлецький Михайло 64 12.8.1978 457
14. товмач Костик Роман 64 12.8.1978 448
15. адвокат Максимюк Данило 64 12.8.1978 458
16. майор Вищневецький Иоахим 64 12.8.1978 155
17. хорунжий доктор Гриневич Ярослав 64 12.8.1978 156
18. поручник Постоляк Петро 64 12.8.1978 157
19. козак Дорош Андрій 64 12.8.1978 159
20. єпіскоп Ільницький Николай 64 12.8.1978 160
21. поручник Мацків Володимир 64 12.8.1978 161
22. медсестра Рубель Людмила 64 12.8.1978 162
23. хорунжий Коропецький Іван 64 12.8.1978 163
24. чотовий Маренін Клим 64 12.8.1978 164
25. священик Старух отець Микола 64 12.8.1978 165
26. вояк Анюіс Юрій 64 12.8.1978 166
27. булавний Ковшан Олександер 64 12.8.1978 167
28. г. ш. полковник Солонар Володимир 64 12.8.1978 168
29. підпоручник Кульчицький Степан 64 12.8.1978 169
30. стрілець Олексюк Дмитро 64 12.8.1978 170
31. полковник Яськевич Сава 64 12.8.1978 171
32. сотник Базалицький Григорій 64 12.8.1978 172
33. поручник Толінський Володимир 64 12.8.1978 173
34. підпоручник Осідач Микола 64 12.8.1978 174
35. козак Соколенко Василь 64 12.8.1978 175
36. сержант Базалицький Степан 64 12.8.1978 176
37. підстаршина Кравченко Андрій 64 12.8.1978 177
38. сотник Хом’як Інокентій 64 12.8.1978 178
39. поручник Якубовський Ярема 64 12.8.1978 179
40. підхорунжий Грищак Микола 64 12.8.1978 180

1.9.1978
1. чотовий Павлюк Рафаїл 65 1.9.1978 181
2. козак Клісновський Олександер 65 1.9.1978 182
3. полковник Дехніч Микола 65 1.9.1978 183
4. чотовий Курлієнко Богдан 65 1.9.1978 184
5. вояк Малярчук Олекса 65 1.9.1978 185
6. десятник Олійник Павло 65 1.9.1978 186
7. хорунжий Партикевич Вячеслав 65 1.9.1978 309
8. священик Кротець отець Іван 65 1.9.1978 310
9. стрілець Джеряс Григорій 65 1.9.1978 460
10. стрілець Довгенко Михайло 65 1.9.1978 459
11. булавний Кімак Сергій 65 1.9.1978 461
12. сержант Кульчитський Роман 65 1.9.1978 462
13. булавний Стусь Богдан 65 1.9.1978 463
14. підпоручник Нечипорук Семен 65 1.9.1978 464

1.9.1978
1. поручник Тарновецький Омелян 66 1.9.1978 465
2. хорунжий Заєць Матвій 66 8.9.1978 466
3. булавний Богдан Форвин 66 8.9.1978 467
4. підпоручник Маркевич Микола 66 8.9.1978 468
5. стрілець Рущук Осип 66 8.9.1978 469
6. хорунжий Баран Володимир 66 8.9.1978 470
7. хорунжий Гуцул Петро 66 8.9.1978 471
8. стрілець Бандужа Тадей 66 8.9.1978 472
9. хорунжий Кольба Роман 66 8.9.1978 473
10. старший булавний Маркус Теодор 66 8.9.1978 475
11. генерал-хорунжий Барвинський Борис 66 8.9.1978 474
12. хорунжий Білик Любомир 66 8.9.1978 476
13. вістун Колець Осип 66 8.9.1978 477
14. чотовий Ґаруґа Любомир 66 8.9.1978 478
15. вояк Подяка Михайло 66 8.9.1978 479 Числа після коректи:[10]

25.9.1978
1. старший булавний Мельник Іван 67 25.9.1978 482
2. булавний Менківський Карло 67 25.9.1978 485
3. поручник Цурковський Михайло 67 25.9.1978 487
4. сотник Лазаркевич Вячеслав 67 25.9.1978 492
5. сотник Буткевич Леонід 67 25.9.1978 493
6. сотник Иосипишин Петро 67 25.9.1978 494
7. сотник Охмак Іван 67 25.9.1978 495
8. сотник Половик Афанасій 67 25.9.1978 496
9. поручник Дорожинський Микола 67 25.9.1978 497
10. адмін. підпоручник Дідковський Іван 67 25.9.1978 498
11. підпоручник Дідок Микола 67 25.9.1978 499
12. військ, лікар доктор Мусянович Ярослав 67 25.9.1978 500
13. стрілець Бездух Дмитро 67 25.9.1978 501
14. стрілець Олійник Петро 67 25.9.1978 502
15. хорунжий Кіндрат Іван 67 25.9.1978 503
16. хорунжий Трохименко Пантелеймон 67 25.9.1978 506
17. моряк Кирилишин Петро 67 25.9.1978 507
18. підстаршина Козак Осип 67 25.9.1978 508
19. чотовий Литвиненко Петро 67 25.9.1978 509
20. чотовий Карпій Лавро 67 25.9.1978 510
21. старший десятник Онуфрик Василь 67 25.9.1978 512
22. вістун Ольшанський Теофіль 67 25.9.1978 513
23. стрілець Васильків Стефан 67 25.9.1978 514
24. чотар Якимів Петро 67 25.9.1978 515
25. старший десятник Саварин Петро 67 25.9.1978 519
26. підхорунжий Багнюк Василь 67 25.9.1978 520
27. старший десятник Чучман Роман 67 25.9.1978 521
28. булавний Маданчук Євген 67 25.9.1978 480
29. булавний Данчевський Теодор 67 25.9.1978 481
30. старший вістун Довбуш Степан 67 25.9.1978 483
31. стрілець Жук Осип 67 25.9.1978 484
32. чотовий Сліпченко Федір 67 25.9.1978 486
33. чотовий Бусев Іван 67 25.9.1978 488
34. хіропрак[11] Слюсаренко Ярослав 67 25.9.1978 489
35. вояк Левкович Стефан 67 25.9.1978 490
36. вояк Сахаревич Іван 67 25.9.1978 491
37. військовий урядовець Різник Захар 67 25.9.1978 504
38. вояк Савюк Федір 67 25.9.1978 505
39. ройовий Джаль Онуфрій 67 25.9.1978 511
40. чотовий Маланяк Богдан 67 25.9.1978 517
41. булавний Микитин Богдан 67 25.9.1978 518
42. чотовий Порайко Осип 67 25.9.1978 516
43. підпоручник Шумський Святополк 67 25.9.1978 522
44. чотар Кізима Стефан 67 25.9.1978 523
45. вояк Зозуля Орест 67 25.9.1978 524
46. десятник Березовський Володимир 67 25.9.1978 525
47. голова товариства Теличко Кость 67 25.9.1978 526

## Джерело
- ЦДАВОУ. — Ф. 3235. — Оп. 1. — Спр. 1812. — Реєстр нагороджених Воєнним Хрестом